# Gartenstraße 165 (Mönchengladbach)

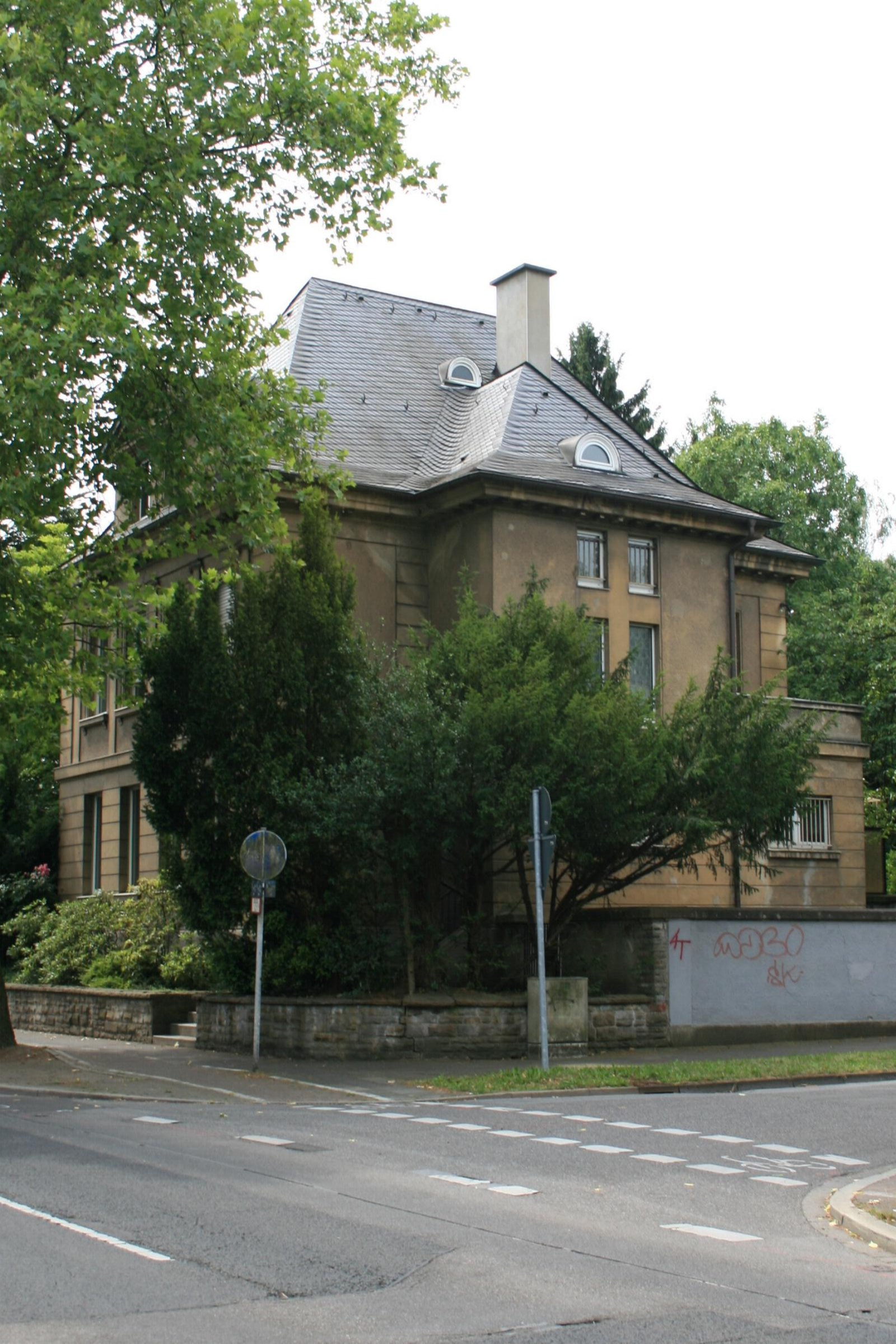
Wohnhaus (2010)

Das Wohnhaus Gartenstraße 165 steht im Stadtteil Grenzlandstadion von Mönchengladbach (Nordrhein-Westfalen).
Das Gebäude wurde 1921/22 erbaut. Es ist unter Nr. G 026 am 2. Juni 1987 in die Denkmalliste der Stadt Mönchengladbach eingetragen worden.

## Architektur
Die Gartenstraße ist eine alte Verbindungsstraße von Rheydt nach Mönchengladbach. Das Haus Nr. 165 erfüllt im Zusammenspiel mit den gegenüberliegenden Häusern und der Bebauung der Steubenstraße, an deren Ecke es liegt, städtebaulich eine wichtige Funktion als Blick- und Orientierungspunkt.
Das Wohnhaus entstand 1921/1922 als freistehender, villenartiger Bau. Die Fassade zur Gartenstraße zeigt 2:4 Achsen. Ein mächtiges Schiefer-Walmdach überdeckt das Haus.